# Kulis Apostolidis
Kiriakos „Kulis” Apostolidis (gr. Κυριάκος Αποστολίδης, ur. 3 marca 1946 w Salonikach) – piłkarz grecki, występujący na pozycji napastnika.

## Kariera piłkarska
Apostolidis karierę rozpoczął w 1959 roku w juniorach PAOK FC. Profesjonalną karierę rozpoczął w 1962 roku w swoim macierzystym klubie. Następnie w latach 1964-1967 grał w drużynie uniwersyteckiej San Francisco.
W lidze NASL zadebiutował w sezonie 1968 jako zawodnik Vancouver Royals, gdzie rozegrał zaledwie 7 meczów. Następnie w 1969 grał w Oakland Clippers, a w latach 1970-1971 grał w Dallas Tornado, w barwach którego został królem strzelców ligi NASL w sezonie 1971. Potem w 1971 roku wrócił do Grecji do PAOK FC, gdzie w 1979 roku zakończył karierę.

### Kariera reprezentacyjna
Apostolidis w reprezentacji Grecji zadebiutował dnia 2 września 1972 roku w Atenach w przegranym 0:5 meczu z reprezentacją Holandii. Ostatni mecz rozegrał 6 maja 1976 roku w Atenach w wygranym 1:0 meczu z reprezentacją Polski. Łącznie w latach 1972-1976 rozegrał 6 meczów.

### Mecze w reprezentacji
Łączny bilans: 6 meczów (2 towarzyskie, 4 o punkty w tym: 2 zwycięstwa – 2 remisy - 2 porażki).
| L.p. | Data                 | Miejsce    | Gospodarz | vs | Gość     | Wynik | Czas gry | Mecz                    |
| ---- | -------------------- | ---------- | --------- | -- | -------- | ----- | -------- | ----------------------- |
| 1.   | 2 września 1972      | Ateny      | Grecja    | -  | Holandia | 0:5   | do 46'   | Towarzyski              |
| 2.   | 2 września 1972      | Pireus     | Grecja    | -  | Francja  | 1:3   | od 65'   | Towarzyski              |
| 3.   | 4 czerwca 1975       | Saloniki   | Grecja    | -  | Malta    | 4:0   | do 67'   | Eliminacje do EURO 1976 |
| 4.   | 24 września 1975     | Saloniki   | Grecja    | -  | Rumunia  | 1:1   | 90'      | Puchar Bałkanów         |
| 5.   | 11 października 1975 | Düsseldorf | RFN       | -  | Grecja   | 1:1   | od 46'   | Eliminacje do EURO 1976 |
| 6.   | 6 maja 1976          | Ateny      | Grecja    | -  | Polska   | 1:0   | od 62'   | Towarzyski              |

## Sukcesy zawodnicze
- Król strzelców ligi NASL: 1970

## Kariera trenerska
Apostolidis do 2007 roku był w sztabie szkoleniowym PAOK FC.